# خمسة أباطرة جيدون

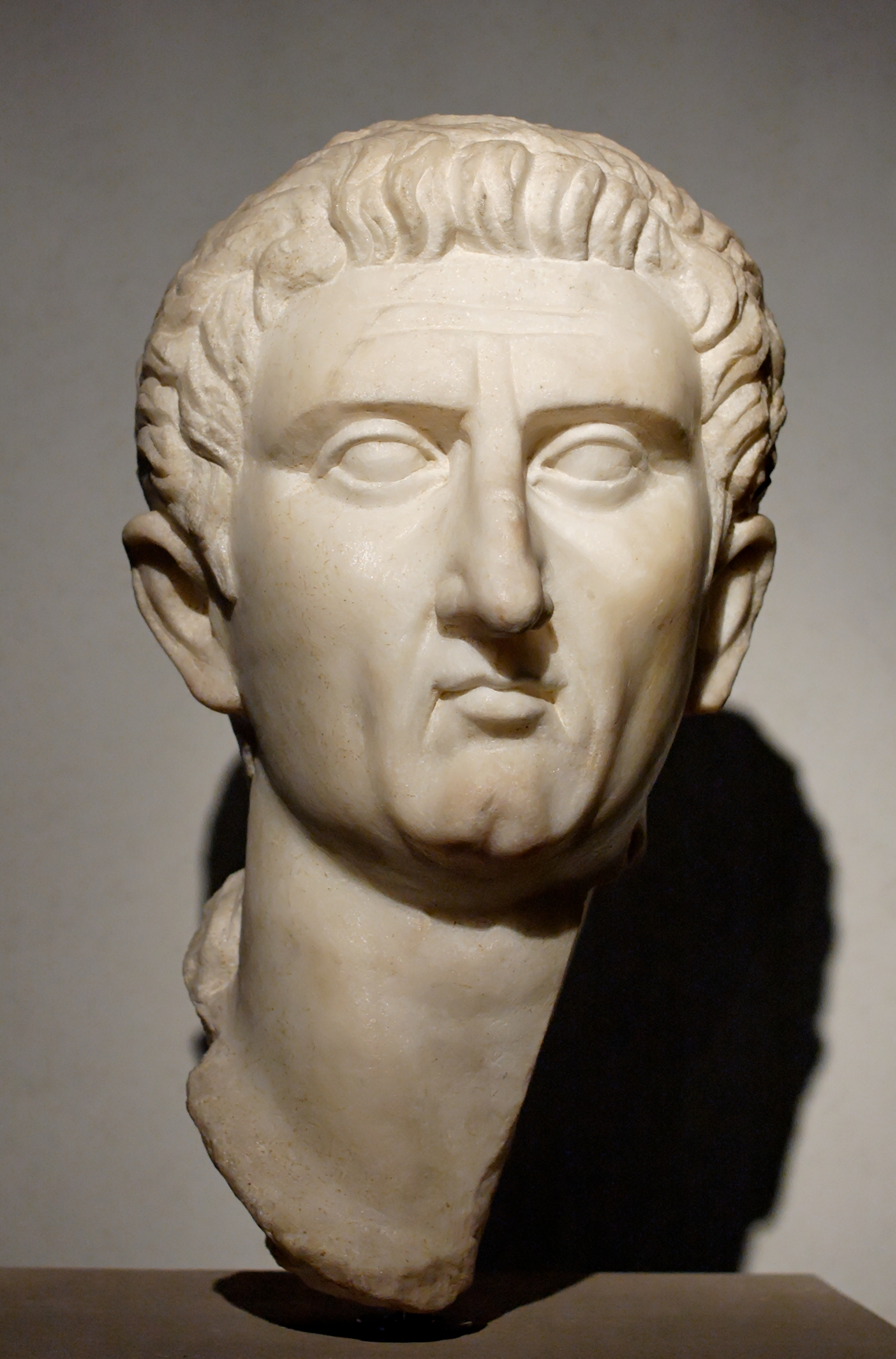

خمسة اباطره جيدون "حكموا الإمبراطورية الرومانية من 96 إلى 180.
1. نيرفا (96-98)
2. تراجان [98-117م]
3. هادريان [117-138 م]
4. انطونيوس بيوس [138-161 م]
5. ماركوس أوريليوس [161-180 م]

الخمسة اباطره كانوا من الأباطرة الأنطونيين الرومان.

## مواضيع مرتبطة
- الأمبراطورية الرومانية
- قائمة الاباطره الرومان